# Muamet Asanovski
Muamet Asanovski, född 14 juli 1991 i Malmö, är en svensk före detta fotbollsspelare (mittfältare). Han spelade under sin karriär för Malmö FF, Akademisk Boldklub, Ängelholms FF, Landskrona BoIS, FC Höllviken, Prespa Birlik och Ariana FC.

## Klubbkarriär
Asanovski började spela fotboll i Malmö FF som sexåring och gick hela vägen genom alla ungdomslag till A-laget. Asanovskis familj kommer ifrån Makedonien och har turkiskt ursprung. Hans morföräldrar kom till Sverige i slutet av 1960-talet. Hans far spelade också fotboll på relativt hög nivå. Hela familjen är på ett eller annat sätt involverade i fotboll. Han gjorde sin debut i Allsvenskan den 21 september 2009. Asanovski lämnade klubben inför säsongen 2011. 
Den 17 februari 2011 meddelades det att Asanovski hade skrivit på för Akademisk Boldklub.
Den 31 augusti 2012 skrev Asanovski på för Ängelholms FF i Superettan. I december samma år förlängde han sitt kontrakt med klubben fram till efter säsongen 2014. Efter säsongen valde Asanovski att gå till lokalrivalen Landskrona BoIS, som han skrev på ett kontrakt på ett plus ett år med. Han valde efter säsongen 2015 lämna klubben. Till säsongen 2016 gick Asanovski till division 1-klubben FC Höllviken.
I december 2016 skrev Asanovski på för division 2-klubben Prespa Birlik. I juni 2020 gick Asanovski till Ariana FC. Han spelade en match för klubben i Division 4 under säsongen 2020.